# Eleição municipal de Goiânia em 2012
A eleição municipal de Goiânia em 2012 ocorreu no dia 7 de outubro como parte das eleições municipais brasileiras. O prefeito Paulo Garcia (2010–2012), eleito como vice-prefeito na chapa de Iris Rezende (2005–2010) no pleito anterior, obteve êxito na busca da reeleição, obtendo mais de 57% dos votos válidos e, assim sendo, superando os outros sete candidatos que disputavam o cargo máximo do poder executivo municipal. No mesmo dia também foram definidos os 35 representantes da população goianiense na Câmara Municipal de Goiânia. O prefeito, o vice-prefeito e os vereadores eleitos tomaram posse de seus cargos no dia 1° de janeiro de 2013 e seus mandatos terminarão no dia 31 de dezembro de 2016.
Apesar do alto número de candidatos, o prefeito não encontrou maiores problemas para se reeleger ainda no primeiro turno. Garcia acabou sendo beneficiado pela Operação Monte Carlo, deflagrada pela Polícia Federal (PF) no último dia de fevereiro de 2012. Até então, o candidato apoiado pela base do governador Marconi Perillo o senador Demóstenes Torres, era o favorito nas pesquisas de intenção de voto. As investigações da PF demonstraram que o governador seria conivente com o bicheiro Carlinhos Cachoeira e que Demóstenes agiria a favor deste no Senado. As denúncias minaram a intenção do PSDB de formar uma chapa encabeçada pelo deputado federal tucano Leonardo Vilela, também envolvido com o contraventor, ou de apoiar Demóstenes, que mais tarde se tornaria o segundo senador da história do Senado do Brasil a ser cassado. Assim sendo, o governador decidiu apoiar Jovair Arantes, que se viu prejudicado pela alta impopularidade de Perillo na capital.

## Eleitorado

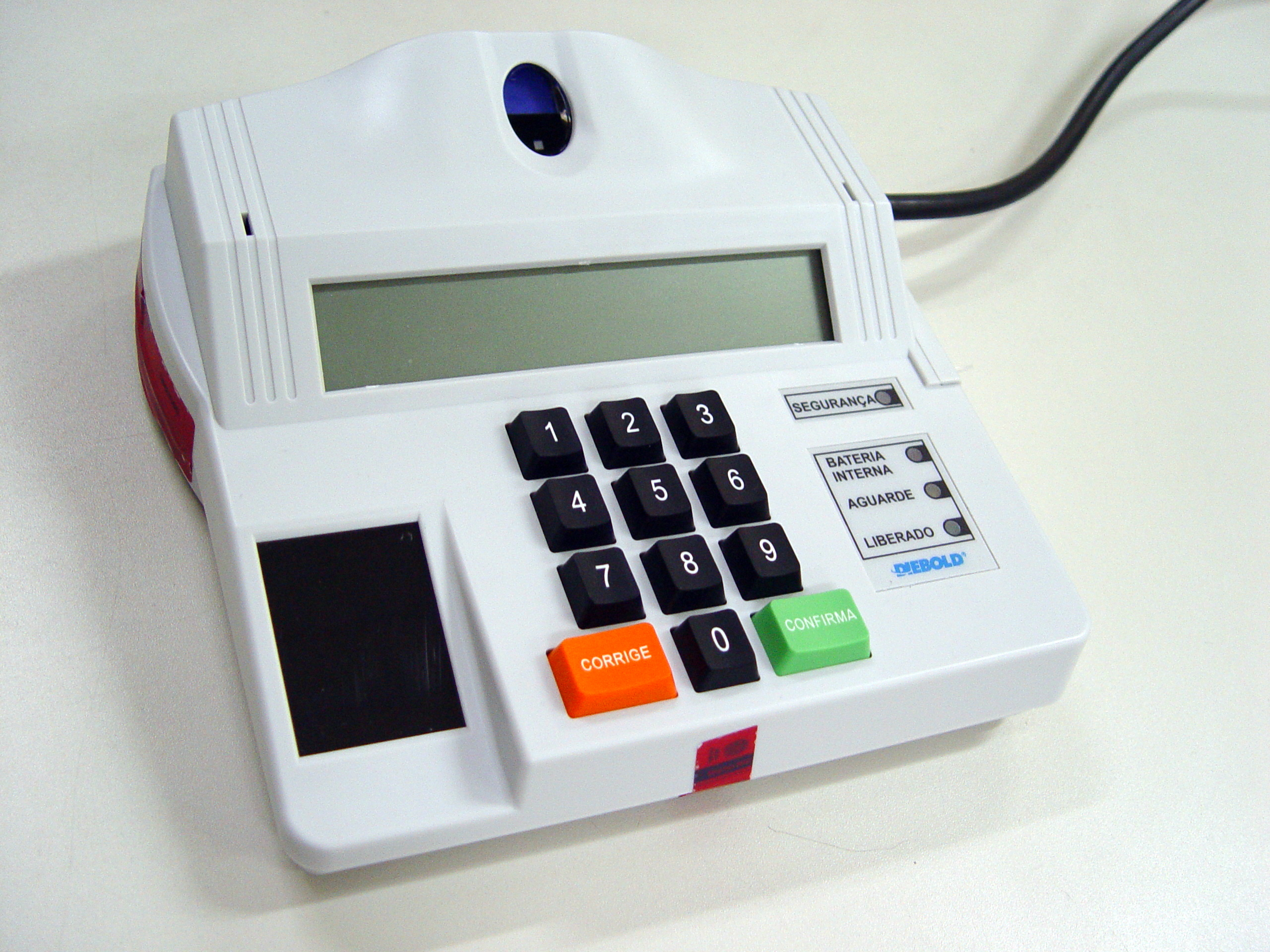
Sensor biométrico de urna eletrônica

Na eleição de 2012, estiveram aptos a votar 850.777 goianienses, o que correspondia a 64,5% da população da cidade, segundo estimativa populacional do Instituto Brasileiro de Geografia e Estatística (IBGE) para o ano de 2011. A cidade se divide em dez zonas eleitorais, organizadas de maneira semelhante à subdivisão oficial da cidade e distribuídas em 2 909 seções e 359 locais de votação (em sua maioria instituições de ensino). A partir do pleito de 2012, os eleitores goianienses votaram em urnas biométricas. Durante o período de 11 de abril de 2011 a 23 de março de 2012, os eleitores foram convocados a fazer o cadastramento de suas impressões digitais junto aos cartórios eleitorais da cidade. Até o final do prazo, mais de 80% dos eleitores já haviam feito o cadastramento. Posteriormente, o prazo foi prolongado até o dia 9 de maio. O não comparecimento ao cartório para o cadastramento implicou no cancelamento do título de eleitor e no pagamento de uma multa que varia de 3% a 10% do valor do salário mínimo. Com o título cancelado, o eleitor fica impedido de tirar passaporte, de dar entrada ao processo de aposentadoria na Previdência Social e também não pode fazer matrícula em estabelecimento de ensino público nem obter empréstimo em banco oficial ou se inscrever em concurso público. Segundo informações do Tribunal Regional Eleitoral de Goiás (TRE-GO), 123 mil títulos de eleitores foram cancelados devido à falta de comparecimento de seus titulares aos cartórios para realizar o cadastramento biométrico. Tais eleitores só poderão regularizar sua situação junto à Justiça Eleitoral após as eleições, a partir do dia 5 de novembro.

## Contexto
Em 6 de outubro de 2008, o então prefeito e ex-governador Iris Rezende, do Partido do Movimento Democrático Brasileiro (PMDB), foi reeleito para o cargo com 74% dos votos válidos. À época, sua gestão era aprovada por 81% dos goianienses, segundo pesquisa do instituto Grupom, e ele se tornou o primeiro prefeito reeleito da história da cidade, disputando contra apenas três opositores, o menor número de candidatos desde a redemocratização. Em 1° de abril de 2010, Iris renunciou ao cargo de prefeito para concorrer novamente ao governo do Estado – cargo que ocupou de 1983 a 1986 e de 1991 a 1994 – no pleito de outubro daquele ano. Seu vice, Paulo Garcia, do Partido dos Trabalhadores (PT), – partido adversário histórico do irismo até o pleito de 2008 – assumiu a prefeitura. Iris perdeu a eleição para o também ex-governador (de 1999 a 2006) e então senador Marconi Perillo, do Partido da Social Democracia Brasileira (PSDB), eleito no segundo turno com 53% dos votos válidos.

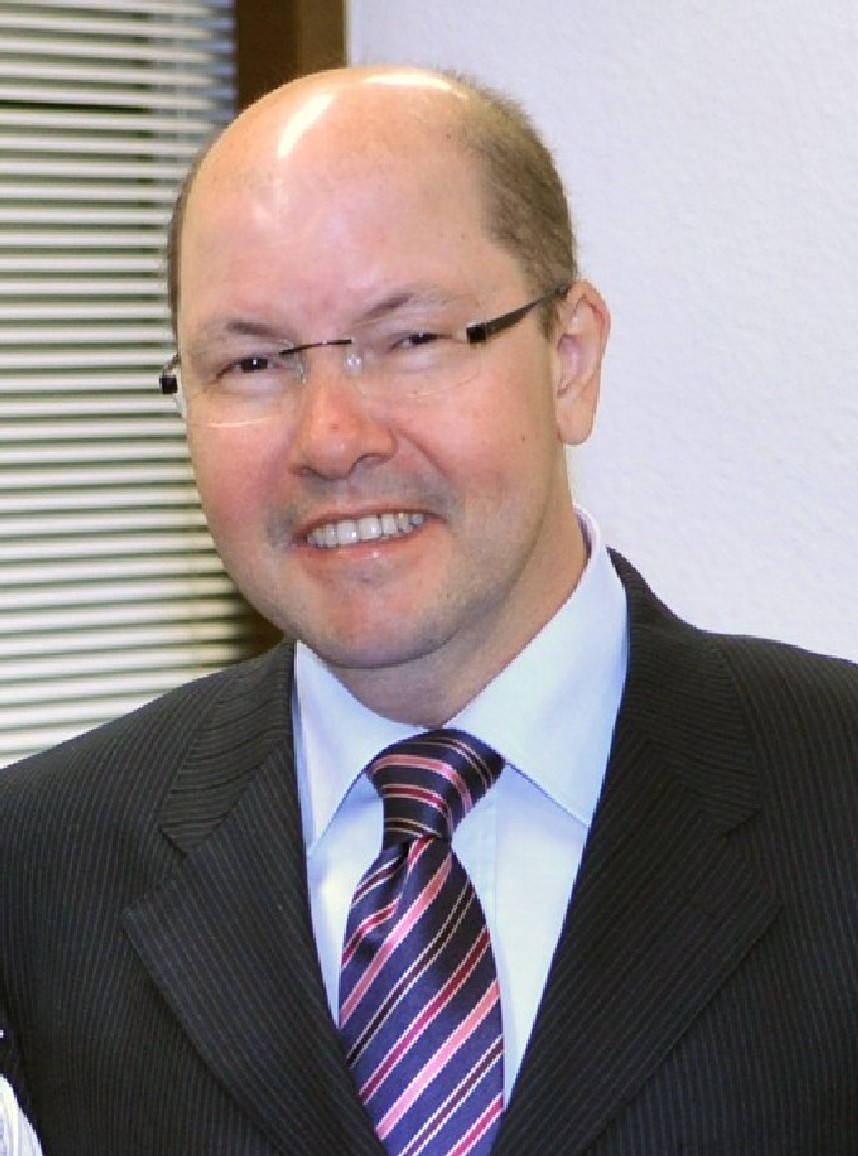
O ex-senador Demóstenes Torres, figura central no caso Cachoeira, chegou a ter 43,4% das intenções de voto em Goiânia.

Pouco antes da definição das candidaturas para a prefeitura, em 29 de fevereiro de 2012, o contraventor Carlinhos Cachoeira, que faturava entre 1 e 3 milhões de reais por mês com a exploração do jogo do bicho no estado de Goiás, foi preso em Goiânia como resultado da Operação Monte Carlo da Polícia Federal (PF). Escutas telefônicas realizadas pela PF revelaram os laços entre o contraventor e o senador Demóstenes Torres, então no Democratas (DEM). Segundo as gravações, o senador atuava em defesa dos interesses de Cachoeira no Congresso Nacional. Para não ser expulso de seu partido, Demóstenes pediu para ser desfiliado da legenda. Antes do escândalo, ele aparecia como candidato favorito da população goianiense para o pleito de outubro de 2012, tendo 43,4% das intenções de voto em julho de 2011. No entanto, duas semanas antes da divulgação de suas relações com Cachoeira, Demóstenes anunciou que não iria disputar a prefeitura de Goiânia para não enfraquecer a oposição ao Governo Dilma no Congresso. Como resultado de um processo administrativo aberto contra ele, Demóstenes se tornou o segundo membro na história do Senado a ser cassado, ficando inelegível até 2027. Outro pré-candidato prejudicado por suas relações com Cachoeira foi o vereador Elias Vaz, do Partido Socialismo e Liberdade (PSOL), que oscilava entre 14% e 18% das intenções de voto. Numa das escutas telefônicas, ele aparece chamando Cachoeira de "companheiro". No final de junho, Vaz anunciou que não concorreria à prefeitura para tentar – e conseguir – manter sua vaga na Câmara Municipal.
Além de parlamentares, as gravações revelaram também a influência de Cachoeira no poder executivo de Goiás. O contraventor teria pago as despesas da campanha de Marconi e comprou uma casa que pertencia a este último (mesmo local onde foi preso pela PF), chegando a ordenar que o dinheiro da venda fosse levado para o Palácio das Esmeraldas, sede do governo de Goiás. Suspeita-se que a ex-chefe de gabinete do governador, Eliane Pinheiro, tenha repassado informações sigilosas ao grupo de Cachoeira e que Edivaldo Cardoso de Paula, ex-presidente do Departamento Estadual de Trânsito de Goiás (Detran-GO), tenha sido indicado ao cargo pelo próprio contraventor. Após a divulgação do elo entre membros do Governo Marconi e Carlinhos Cachoeira, o governador enfrentou vários protestos nas ruas de Goiânia e passou a amargar altos índices de impopularidade, sendo avaliado negativamente por 74,4% dos eleitores goianienses em pesquisa feita no final de julho pelo instituto Grupom. Segundo pesquisa do instituto Serpes divulgada em maio, 26% dos eleitores da cidade estavam refletindo sobre as denúncias na hora de escolher seu candidato, enquanto 13% se mostraram desiludidos com o candidato que já haviam escolhido.
O candidato dos partidos que formam a base de apoio do governo do Estado, Jovair Arantes, do Partido Trabalhista Brasileiro (PTB), também citado em gravações feitas pela PF, sustentou o maior índice de rejeição durante toda a campanha. Ao ser indagado por repórteres sobre seu envolvimento com Cachoeira, Jovair afirmou: "eu pedi ajuda para a minha campanha; se ele praticou crime, não é problema meu". Acuada pelas denúncias, a base do governador Marconi reagiu. Uma comissão parlamentar de inquérito (CPI) aberta pela base governista na Assembleia Legislativa de Goiás para investigar o envolvimento de políticos do estado com o contraventor aprovou a quebra dos sigilos bancário, fiscal e telefônico do prefeito Paulo Garcia e do ex-prefeito Iris Rezende, recusando os pedidos de convocação de Marconi e de Cachoeira. Segundo o analista político Vassil Oliveira, a estratégia de Marconi foi de não fazer campanha para Jovair e, pelo contrário, usar a CPI para desgastar Paulo e, assim, fortalecer seu candidato. No entanto, os políticos impetraram um mandado de segurança coletivo pedindo a suspensão da quebra dos sigilos. Eles alegaram que não compete à Assembleia a investigação de contratos que não contam com recursos estaduais. Na semana seguinte às eleições, o desembargador Luis Eduardo de Souza concedeu liminar derrubando a quebra dos sigilos de Garcia e Rezende.

### Influência dos governos
Segundo pesquisa realizada pelo instituto Grupom para a Rádio 730 antes do início da campanha, 51% dos eleitores avaliavam positivamente o prefeito Paulo Garcia. Ao mesmo tempo, 73% avaliavam positivamente a presidenta Dilma Rousseff e apenas 25% avaliavam positivamente o governador Marconi Perillo. Entre os eleitores que estavam satisfeitos com Paulo e Dilma, o prefeito conseguia seus melhores índices de intenção de voto. No entanto, os eleitores que demonstravam satisfação com Marconi e/ou demonstravam sentimentos negativos em relação a Paulo e Dilma, não se identificavam com Jovair Arantes, o candidato da base marconista. Neste item, Isaura Lemos e Elias Júnior estavam mais identificados com os anti-petistas. Para Vassil Oliveira, além da presidente Dilma Rousseff, o ex-prefeito e ex-governador Iris Rezende, apesar de afastado da política desde sua tentativa fracassada de voltar a comandar o governo do estado em 2010, também influenciou na escolha dos eleitores.

## Candidatos
A eleição de 2012 teve oito candidatos, empatando com o pleito de 2004 com o maior número de candidatos. Os candidatos foram: o atual prefeito, Paulo Garcia; o deputado federal Jovair Arantes, candidato da base do Governador Marconi Perillo; a deputada estadual Isaura Lemos; o deputado estadual e apresentador Elias Júnior; o vereador Simeyzon Silveira; o administrador José Netho; o advogado Rubens Donizzeti e o professor de história Reinaldo Pantaleão. Todos eles, a exceção de José Netho e Isaura Lemos, possuem ensino superior completo.
| Candidatos da eleição municipal de 2012 em Goiânia | Candidatos da eleição municipal de 2012 em Goiânia | Candidatos da eleição municipal de 2012 em Goiânia | Candidatos da eleição municipal de 2012 em Goiânia | Candidatos da eleição municipal de 2012 em Goiânia              | Candidatos da eleição municipal de 2012 em Goiânia | Candidatos da eleição municipal de 2012 em Goiânia |
| Candidato(a)                                       | Candidato(a) a vice                                | Número                                             | Partido                                            | Coligação                                                       | Limite de gastos                                   |                                                    |
| -------------------------------------------------- | -------------------------------------------------- | -------------------------------------------------- | -------------------------------------------------- | --------------------------------------------------------------- | -------------------------------------------------- | -------------------------------------------------- |
| Elias Júnior                                       | Darlan Braz                                        | 33                                                 | PMN                                                | Mobilização Popular (PMN/PPS)                                   | R$ 1 000 000                                       |                                                    |
| José Netho                                         | Eneas                                              | 54                                                 | PPL                                                | —                                                               | R$ 3 000 000                                       |                                                    |
| Jovair Arantes                                     | Francisco Júnior                                   | 14                                                 | PTB                                                | Goiânia 24 Horas (PTB/PSD/PP/PSDB/PSL/PHS/PTC/PV/PTdoB)         | R$ 15 000 000                                      |                                                    |
| Isaura Lemos                                       | Denise Carvalho                                    | 65                                                 | PCdoB                                              | —                                                               | R$ 2 000 000                                       |                                                    |
| Paulo Garcia                                       | Agenor Mariano                                     | 13                                                 | PT                                                 | Goiânia, Cidade Sustentável (PT/PMDB/PRB/PDT/PTN/PSB/PSDC/PRTB) | R$ 25 000 000                                      |                                                    |
| Reinaldo Pantaleão                                 | João Victor Nunes Leite                            | 50                                                 | PSOL                                               | Coligação (PSOL/PCB)                                            | R$ 500 000                                         |                                                    |
| Rubens Donizzeti                                   | Alzira Borges                                      | 16                                                 | PSTU                                               | —                                                               | R$ 25 000                                          |                                                    |
| Simeyzon Silveira                                  | Rafael Rahif                                       | 20                                                 | PSC                                                | Goiânia: Minha Cidade, Minha Família (PSC/DEM/PR/PRP)           | R$ 8 000 000                                       |                                                    |

## Horário Eleitoral

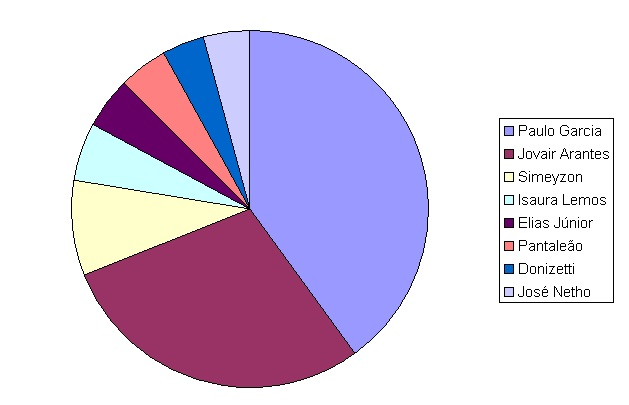
Distribuição do Horário Eleitoral Gratuito

No dia 3 de agosto, o Tribunal Regional Eleitoral divulgou o tempo que cada coligação teve no Horário Eleitoral Gratuito de rádio e televisão. Do dia 21 de agosto até 4 de outubro, duas faixas diárias de cinquenta minutos em todas as emissoras de rádio e televisão aberta foram ocupadas pela propaganda dos candidatos. Na televisão, a primeira faixa foi exibida das 13h às 13h50m e a outra das 20h30m às 21h20m. No rádio, o Horário Eleitoral Gratuito foi ao ar das 7h às 7h50m e das 12h às 12h50. Às segundas, quartas e sextas, os candidatos à prefeitura exibiram suas propostas, enquanto que os vereadores fizeram o mesmo às terças, quintas e sábados.
A coligação Goiânia, Cidade Sustentável, do prefeito Paulo Garcia, teve 11 minutos e 32 segundos. Jovair Arantes, da coligação Goiânia 24 Horas, teve 8 minutos e 23 segundos. O terceiro maior tempo foi da coligação Goiânia: Minha Cidade, Minha Família do vereador Simeyzon Silveira que, por conta do DEM, teve dois minutos e 48 segundos. Isaura Lemos teve um minuto e 47 segundos. Elias Júnior teve um minuto e 36 segundos e Reinaldo Pantaleão teve um minuto e 22 segundos, enquanto Rubens Donizzeti e José Netho – ambos de partidos sem representação na Câmara dos Deputados (PSTU e PPL, respectivamente) – tiveram um minuto e 15 segundos cada um. Além do Horário Eleitoral Gratuito, os candidatos a prefeito tiveram direito a inserções diárias na programação normal das emissoras. A quantidade e o tempo dessas inserções respeitaram a representatividade dos partidos na Câmara, mesmo critério usado para definir a duração do programa de cada candidato no Horário Eleitoral Gratuito.

## Pesquisas
| Data                | Instituto            | Contratante          | Candidato         | Candidato            | Candidato          | Candidato      | Candidato              | Candidato        | Candidato        | Candidato        | Nenhum/ Indecisos | Margem de erro |
| Data                | Instituto            | Contratante          | Paulo Garcia (PT) | Jovair Arantes (PTB) | Elias Júnior (PMN) | Simeyzon (PSC) | Isaura Lemos (PC do B) | Pantaleão (PSOL) | José Netho (PPL) | Donizzeti (PSTU) | Nenhum/ Indecisos | Margem de erro |
| ------------------- | -------------------- | -------------------- | ----------------- | -------------------- | ------------------ | -------------- | ---------------------- | ---------------- | ---------------- | ---------------- | ----------------- | -------------- |
| 12 a 16 de julho    | Serpes               | O Popular            | 34,1%             | 7,7%                 | 7,2%               | 1,4%           | 10,0%                  | 1,5%             | 1,2%             | 0,5%             | 36,6%             | ± 4,0%         |
| 21 a 24 de julho    | Grupom               | Rádio 730            | 26,2%             | 6,9%                 | 8,2%               | 1,4%           | 12,9%                  | 1,1%             | 1,9%             | 1,0%             | 40,4%             | ± 3,9%         |
| 7 a 10 de agosto    | Serpes               | O Popular            | 33,9%             | 7,0%                 | 5,8%               | 1,7%           | 8,0%                   | 1,7%             | 1,0%             | 0,3%             | 40,6%             | ± 4,0%         |
| 21 a 23 de agosto   | Ipem                 | Tribuna do Planalto  | 40,6%             | 10,4%                | 6,3%               | 1,1%           | 8,0%                   | 1,1%             | 0,5%             | 0,1%             | 31,9%             | ± 3,5%         |
| 24 a 27 de agosto   | Grupom               | Rádio 730            | 34,1%             | 9,5%                 | 6,4%               | 2,7%           | 7,2%                   | 1,1%             | 0,8%             | 0,5%             | 37,7%             | ± 3,9%         |
| 27 a 29 de agosto   | Ibope                | TV Anhanguera        | 34%               | 8%                   | 7%                 | 3%             | 6%                     | 2%               | 1%               | –                | 38%               | ± 4%           |
| 27 a 31 de agosto   | Serpes               | O Popular            | 33,1%             | 8,9%                 | 6,4%               | 3,0%           | 6,0%                   | 1,9%             | 0,4%             | 0,7%             | 39,7%             | ± 3,5%         |
| 6 a 9 de setembro   | Veritá               | TV Record Goiás      | 32,9%             | 13,8%                | 8,5%               | 8,0%           | 4,7%                   | 3,0%             | 1,4%             | 0,8%             | 15,3%             | ± 3,9%         |
| 10 a 12 de setembro | Ibope                | TV Anhanguera        | 41%               | 11%                  | 9%                 | 4%             | 4%                     | 3%               | 1%               | 1%               | 26%               | ± 4%           |
| 11 a 15 de setembro | Serpes               | O Popular            | 38,6%             | 11,5%                | 6,9%               | 4,1%           | 3,4%                   | 1,6%             | 0,2%             | 0,4%             | 33,3%             | ± 3,4%         |
| 12 a 14 de setembro | Fortiori             | Jornal Opção         | 43,5%             | 13,3%                | 9,5%               | 5,5%           | 3,2%                   | 1,3%             | 0,7%             | 0,3%             | 22,7%             | ± 4%           |
| 13 a 16 de setembro | Grupom               | Rádio 730            | 39,9%             | 11,1%                | 7,4%               | 4,0%           | 2,6%                   | 0,6%             | 0,5%             | 0,3%             | 33,5%             | ± 3,9%         |
| 17 a 20 de setembro | Fortiori             | Jornal Opção         | 42,8%             | 12,5%                | 8,5%               | 6,3%           | 4,0%                   | 1,7%             | 0,5%             | 0,7%             | 23,0%             | ± 4,0%         |
| 24 a 27 de setembro | Fortiori             | Jornal Opção         | 42,8%             | 13,1%                | 6,3%               | 5,5%           | 3,2%                   | 1,7%             | 0,5%             | 0,2%             | 26,7%             | ± 4,0%         |
| 25 a 28 de setembro | Serpes               | O Popular            | 46,2%             | 11,4%                | 5,5%               | 4,0%           | 2,4%                   | 1,6%             | 1,4%             | 0,4%             | 27,1%             | ± 3,46%        |
| 26 a 29 de setembro | Grupom               | Rádio 730            | 45,2%             | 9,8%                 | 9,2%               | 5,0%           | 4,7%                   | 1,6%             | 0,3%             | –                | 24,2%             | ± 3,9%         |
| 1° a 4 de outubro   | Fortiori             | Jornal Opção         | 46,4%             | 9,5%                 | 7,2%               | 7,4%           | 2,1%                   | 1,3%             | 0,8%             | 0,3%             | 24,8%             | ± 4,0%         |
| 2 a 5 de outubro    | Serpes               | O Popular            | 46,3%             | 9,5%                 | 5,9%               | 6,4%           | 3,6%                   | 1,1%             | 0,1%             | –                | 27,1%             | ± 3,46%        |
| 7 de outubro        | Resultado da eleição | Resultado da eleição | 46,8%             | 11,5%                | 8,3%               | 8,7%           | 2,7%                   | 2,5%             | 0,2%             | 0,2%             | 18,72%            |                |

## Debates
Foram realizados quatro debates por emissoras de televisão aberta na eleição de 2012. O primeiro deles foi realizado pela TV Goiânia, afiliada da Rede Bandeirantes, no dia 2 de agosto. Participaram os seis candidatos cujos partidos possuem representação na Câmara dos Deputados; assim sendo, José Netho (PPL) e Rubens Donizzeti (PSTU) ficaram de fora. No dia 5 de agosto foi realizado o segundo debate, promovido pela Fonte TV. Desta vez, todos os candidatos foram convidados a participar. Em 16 de agosto foi a vez da TV Capital realizar seu debate, tendo convidado apenas os seis candidatos cujos partidos possuem representação parlamentar. No dia 1° de outubro foi a vez da TV Record Goiás realizar o seu debate. O prefeito Paulo Garcia (PT) não compareceu ao debate pois, conforme anunciado por sua assessoria, precisou participar de uma reunião de última hora na Secretaria de Relações Institucionais da Presidência da República em Brasília. O debate mais aguardado seria realizado no dia 4 de outubro, três dias antes da eleição, pela TV Anhanguera (afiliada da Rede Globo) e, conforme as regras estabelecidas entre a emissora e os candidatos, contaria com a presença dos quatro candidatos mais bem colocados nas pesquisas de intenção de voto. No dia 4 de outubro, no entanto, a TV Anhanguera anunciou o cancelamento do debate após duas liminares do juiz Rodrigo de Silveira, da 127ª Zona Eleitoral, garantirem a participação de Isaura Lemos (PC do B) e José Netho (PPL). Segundo a emissora, a decisão quebrou o acordo previamente assinado com os candidatos, de que apenas os quatro mais bem posicionados nas pesquisas – Paulo Garcia (PT), Jovair Arantes (PTB), Simeyzon Silveira (PSC) e Elias Júnior (PMN) – participariam.

## Resultado
No dia 7 de outubro, Paulo Garcia foi reeleito com quase 58% dos votos válidos, contra 14,2% de Jovair Arantes e 10,7% de Simeyzon Silveira. O resultado final da apuração contrariou a pesquisa boca de urna do Ibope, que mostrava Paulo Garcia na frente com 56% dos votos válidos, Jovair Arantes em segundo lugar com 18% e Elias Júnior em terceiro com 11%. Ambos, Paulo e Jovair fizeram história nessas eleições; Paulo como o segundo prefeito da história da cidade pós-Constituição brasileira de 1988 a ser tanto reeleito quanto eleito em primeiro turno (o primeiro, em ambos os casos, foi seu antecessor Iris Rezende) e Jovair como o candidato menos votado da base governista em Goiânia desde a ascensão de Marconi Perillo ao poder em 1998.
Quanto à eleição proporcional, o PMDB elegeu a maior bancada com 6 dos 35 vereadores, sendo seguido pelo PSDB com 5 e o PT com 4 representantes, respectivamente. O vereador mais votado do pleito foi Virmondes Cruvinel, professor universitário e procurador do estado licenciado, do PSD, com 8.572 votos (1,35% do total). Dezoito dos 35 atuais vereadores conseguiram se reeleger, o que fez com que Goiânia tivesse o quinto índice mais baixo de renovação do poder legislativo municipal entre as capitais (48,6%). Apesar da alta votação de alguns candidatos, eles não conseguiram se eleger para a Câmara, devido ao fato de não terem atingido o coeficiente eleitoral. Os eleitos estão indicados na tabela abaixo em verde.
| 1°            | Paulo Garcia (PT)         | 349.335 | 57,68% |
| 2°            | Jovair Arantes (PTB)      | 86.287  | 14,25% |
| 3°            | Simeyzon Silveira (PSC)   | 65.108  | 10,75% |
| 4°            | Elias Júnior (PMN)        | 61.930  | 10,22% |
| 5°            | Isaura Lemos (PC do B)    | 20.210  | 3,34%  |
| 6°            | Reinaldo Pantaleão (PSOL) | 19.130  | 3,16%  |
| 7°            | José Netho (PPL)          | 1.894   | 0,31%  |
| 8°            | Rubens Donizzeti (PSTU)   | 1.792   | 0,30%  |
| Votos válidos | Votos válidos             | 605.686 | 81,28% |
| Votos nulos   | Votos nulos               | 96.261  | 12,92% |
| Votos brancos | Votos brancos             | 43.243  | 5,80%  |
| Total         | Total                     | 745,190 | 100%   |

| 1°  | Virmondes Cruvinel (PSD)   | 8.572 | 1,35% |
| 2°  | Clécio Alves (PMDB)        | 8.498 | 1,34% |
| 3°  | Rogério Cruz (PRB)         | 7.774 | 1,22% |
| 4°  | Paulo Borges (PMDB)        | 7.664 | 1,21% |
| 5°  | Paulinho Graus (PDT)       | 7.586 | 1,19% |
| 6°  | Izídio Alves (PMDB)        | 7.316 | 1,15% |
| 7°  | Anselmo Pereira (PSDB)     | 7.294 | 1,15% |
| 8°  | Carlos Soares (PT)         | 6.811 | 1,07% |
| 9°  | Charles Bento (PRTB)       | 6.707 | 1,06% |
| 10° | Dr. Gian (PSDB)            | 6.602 | 1,04% |
| 11° | Dra. Cristina (PSDB)       | 6.080 | 0,96% |
| 12° | Denício Trindade (PMDB)    | 6.000 | 0,94% |
| 13° | Tayrone (PT)               | 5.987 | 0,94% |
| 14° | Joãozinho Guimarães (PRB)  | 5.722 | 0,90% |
| 15° | Geovani Antônio (PSDB)     | 5.662 | 0,89% |
| 16° | Pedro Azulão Júnior (PSB)  | 5.582 | 0,88% |
| 17° | Célia Valadão (PMDB)       | 5.427 | 0,85% |
| 18° | Welington Peixoto (PSB)    | 5.358 | 0,84% |
| 19° | Fábio Lima (PRTB)          | 5.282 | 0,83% |
| 20° | Thiago Albernaz (PSDB)     | 5.008 | 0,79% |
| 21° | Felizberto Tavares (PT)    | 4.963 | 0,78% |
| 22° | Elias Vaz (PSOL)           | 4.846 | 0,76% |
| 23° | Djalma Araújo (PT)         | 4.771 | 0,75% |
| 24° | Jorge do Hugo (PSL)        | 4.678 | 0,74% |
| 25° | Milton Mercêz (PTB)        | 4.668 | 0,74% |
| 26° | Roberto Ricardo (PSD)      | 4.569 | 0,72% |
| 27° | Tatiana Lemos (PC do B)    | 4.459 | 0,70% |
| 28° | Richard Nixon (PRTB)       | 4.456 | 0,70% |
| 29° | Mizair Lemes Júnior (PMDB) | 4.430 | 0,70% |
| 30° | Idalina Lopes (PTN)        | 4.428 | 0,70% |
| 31° | Leandro Sena (PR)          | 4.425 | 0,70% |
| 32° | Deivison Costa (PT do B)   | 4.406 | 0,69% |
| 33° | Eudes Vigor (PMDB)         | 4.326 | 0,68% |
| 34° | Serjão (PT)                | 4.314 | 0,68% |
| 35° | Marcos Vinícius (PT)       | 4.293 | 0,68% |

| 36°              | Ana Carla de Castro (PSD)      | 4.235   | 0,67%  |
| 37°              | Santana (PSD)                  | 4.214   | 0,66%  |
| 38°              | Carlin Café (PRTB)             | 4.009   | 0,63%  |
| 39°              | Igor Franco (PSDB)             | 4.007   | 0,63%  |
| 40°              | Tiãozinho do Cais (PR)         | 3.965   | 0,62%  |
| 41°              | Fabio Caixeta (PMN)            | 3.740   | 0,59%  |
| 42°              | Vinícius do Conselho (PC do B) | 3.638   | 0,57%  |
| 43°              | Miguel Tiago (PT)              | 3.638   | 0,57%  |
| 44°              | Maurício Beraldo (PSDB)        | 3.548   | 0,56%  |
| 45°              | Alfredo Bambu (PR)             | 3.451   | 0,54%  |
| 46°              | Marco Brenner (PT do B)        | 3.440   | 0,54%  |
| 47°              | Luiz Teófilo (PMDB)            | 3.366   | 0,53%  |
| 48°              | Markim Goyá (PMDB)             | 3.361   | 0,53%  |
| 49°              | Antônio Uchoa (PSL)            | 3.333   | 0,52%  |
| 50°              | Paulo Magalhães (PV)           | 3.332   | 0,52%  |
| 51°              | Cida Garcêz (PV)               | 3.200   | 0,50%  |
| 52°              | Zander (PSL)                   | 3.182   | 0,50%  |
| 53°              | Jeovane Lopes (PRTB)           | 3.041   | 0,48%  |
| 54°              | Paulo da Farmácia (PSDC)       | 2.992   | 0,47%  |
| 55°              | Dra. Cristina Laval (PT)       | 2.936   | 0,46%  |
| 56°              | Cambeta (PTB)                  | 2.896   | 0,46%  |
| 57°              | Luciano Pedroso (PSB)          | 2.878   | 0,45%  |
| 58°              | Eduardo de Souza (PV)          | 2.755   | 0,43%  |
| 59°              | Edson Automóveis (PMN)         | 2.733   | 0,43%  |
| 60°              | Dr. Bernardo do Cais (PSC)     | 2.729   | 0,43%  |
| 61°              | Divino Rodrigues (PSDC)        | 2.714   | 0,43%  |
| Votos nominais   | Votos nominais                 | 587.421 | 92,52% |
| Votos em legenda | Votos em legenda               | 47.503  | 7,48%  |
| Votos válidos    | Votos válidos                  | 634.924 | 85,20% |
| Votos nulos      | Votos nulos                    | 62.816  | 8,43%  |
| Votos em branco  | Votos em branco                | 47.450  | 6,37%  |
| Total            | Total                          | 745,190 | 100%   |